# Outtake
Outtake, contrazione di out-take, mutuato dalla lingua inglese, è la parte di un'opera come un film o una registrazione musicale che è stata rimossa dalla versione definitiva della stessa durante il processo di editing e quindi non inclusa nel prodotto finito. Outtakes di particolare rilevanza storica sono state poi aggiunte come materiale aggiuntivo nelle ristampe in formato CD e DVD di molti album discografici e di molti film. Analogamente, in campo fotografico, si intende un particolare scatto non pubblicato nell'originale set di fotografie prescelte.
In campo musicale le "outtakes" sono anche particolari tracce o versioni differenti di brani musicali non incluse nella versione finale dell'album. Collezioni di questo genere di materiale vengono spesso messe in commercio illegalmente dai fan, in dischi pirata conosciuti con il nome di bootleg. In alcuni casi, vari artisti hanno pubblicato ufficialmente raccolte delle proprie outtakes, talvolta raggruppate con altre loro registrazioni rare come nastri demo o brani musicali inediti. Un esempio di tale pratica è la serie Bootleg Series del musicista statunitense Bob Dylan, composta da sedici volumi.